# 藏南独蒜兰
藏南独蒜兰（学名：Pleione arunachalensis Hareesh, P. Kumar & M. Sabu），分布于中国西藏、藏南地区/阿鲁纳恰尔邦及印度东北部非争议地区。海拔约2000米。目前尚无人工引种栽培。